# Fareins
Fareins [faʁɛ̃] est une commune française située dans le département de l'Ain en région Auvergne-Rhône-Alpes.

## Géographie

### Localisation
Commune de la Dombes, Fareins est située sur la rive gauche de la Saône. Elle est à 4 kilomètres à vol d'oiseau de la commune de Villefranche-sur-Saône.

### Climat
Pour des articles plus généraux, voir Climat d'Auvergne-Rhône-Alpes et Climat de l'Ain.
En 2010, le climat de la commune est de type climat océanique altéré, selon une étude du CNRS s'appuyant sur une série de données couvrant la période 1971-2000. En 2020, Météo-France publie une typologie des climats de la France métropolitaine dans laquelle la commune est exposée à un climat de montagne ou de marges de montagne et est dans la région climatique Bourgogne, vallée de la Saône, caractérisée par un bon ensoleillement (1 900 h/an), un été chaud (18,5 °C), un air sec au printemps et en été et des vents faibles.
Pour la période 1971-2000, la température annuelle moyenne est de 11,9 °C, avec une amplitude thermique annuelle de 18 °C. Le cumul annuel moyen de précipitations est de 799 mm, avec 9,4 jours de précipitations en janvier et 6,9 jours en juillet. Pour la période 1991-2020, la température moyenne annuelle observée sur la station météorologique de Météo-France la plus proche, « Villefranche », sur la commune de Villefranche-sur-Saône à 5 km à vol d'oiseau, est de 13,1 °C et le cumul annuel moyen de précipitations est de 790,9 mm,. Pour l'avenir, les paramètres climatiques de la commune estimés pour 2050 selon différents scénarios d'émission de gaz à effet de serre sont consultables sur un site dédié publié par Météo-France en novembre 2022.

## Urbanisme

### Typologie
Au 1er janvier 2024, Fareins est catégorisée bourg rural, selon la nouvelle grille communale de densité à 7 niveaux définie par l'Insee en 2022.
Elle appartient à l'unité urbaine de Lyon, une agglomération inter-départementale dont elle est une commune de la banlieue,. Par ailleurs la commune fait partie de l'aire d'attraction de Lyon, dont elle est une commune de la couronne,. Cette aire, qui regroupe 397 communes, est catégorisée dans les aires de 700 000 habitants ou plus (hors Paris),.

### Occupation des sols
L'occupation des sols de la commune, telle qu'elle ressort de la base de données européenne d’occupation biophysique des sols Corine Land Cover (CLC), est marquée par l'importance des territoires agricoles (64,7 % en 2018), en diminution par rapport à 1990 (70,5 %). La répartition détaillée en 2018 est la suivante : 
terres arables (44,9 %), zones urbanisées (21,9 %), prairies (15,2 %), eaux continentales (5,4 %), zones industrielles ou commerciales et réseaux de communication (4,6 %), zones agricoles hétérogènes (4,6 %), espaces verts artificialisés, non agricoles (3,4 %).
L'évolution de l’occupation des sols de la commune et de ses infrastructures peut être observée sur les différentes représentations cartographiques du territoire : la carte de Cassini (XVIIIe siècle), la carte d'état-major (1820-1866) et les cartes ou photos aériennes de l'IGN pour la période actuelle (1950 à aujourd'hui).

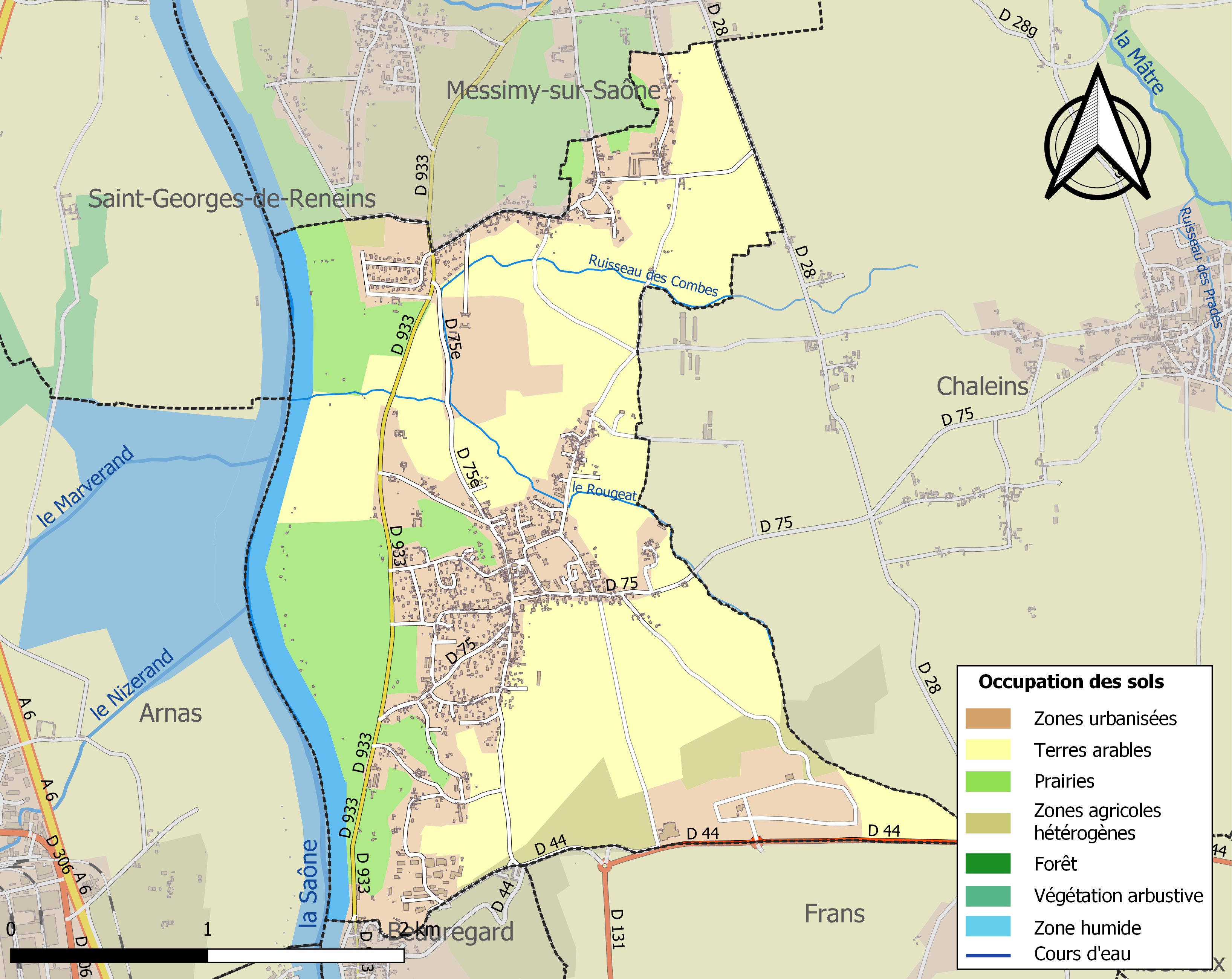
Carte des infrastructures et de l'occupation des sols de la commune en 2018 (CLC).

## Histoire

### Moyen Âge
Face à la Grange du Diable en rive droite de la Saône (sur Saint-Georges-de-Reneins) se trouvait une île, avec au XIIe siècle un monastère de moniales jusqu'à la fin du XIIIe siècle. Selon Eugène Méhu (1910), le nom de Grelonges viendrait de grae longe, la « grève longue » : un long banc de sable ou de galets, mais peut-être aussi l'indication d'une notion de distance par rapport au centre du pouvoir local, à l'époque Beaujeu.

### Époque moderne
Fareins est le lieu d'apparition d'une secte religieuse, le fareinisme ou farinisme, créée par les abbés Bonjour, courant religieux sectaire janséniste convulsionnaire. À la suite d'une crucifixion orchestrée par un des abbés sur une habitante (avec son consentement), le mouvement est condamné par l'Église qui bannit les deux abbés, mais la Révolution arrivant, les abbés reviennent à Fareins. Finalement persécutés par la Révolution, ils sont obligés de fuir Fareins. En 1787, a lieu le crucifiement d'une femme dans l'église par le prêtre.

### Époque contemporaine
Par décret du 4 juin 1954, le hameau du Marronnier appartenant à la commune, a été transféré à Beauregard.

## Politique et administration

### Découpage territorial
La commune de Fareins est membre de la communauté de communes Dombes Saône Vallée, un établissement public de coopération intercommunale (EPCI) à fiscalité propre créé le 1er janvier 2014 dont le siège est à Trévoux. Ce dernier est par ailleurs membre d'autres groupements intercommunaux.
Sur le plan administratif, elle est rattachée à l'arrondissement de Bourg-en-Bresse, au département de l'Ain et à la région Auvergne-Rhône-Alpes. Sur le plan électoral, elle dépend du canton de Villars-les-Dombes pour l'élection des conseillers départementaux, depuis le redécoupage cantonal de 2014 entré en vigueur en 2015, et de la quatrième circonscription de l'Ain pour les élections législatives, depuis le dernier découpage électoral de 2010.

### Tendances politiques et résultats
| Scrutin             | Scrutin             | 1er tour | 1er tour | 1er tour | 1er tour | 1er tour    | 1er tour | 1er tour | 1er tour   | 1er tour | 1er tour | 1er tour     | 1er tour | 2d tour | 2d tour | 2d tour | 2d tour | 2d tour | 2d tour |
| Scrutin             | Scrutin             | 1er      | 1er      | %        | 2e       | 2e          | %        | 3e       | 3e         | %        | 4e       | 4e           | %        | 1er     | 1er     | %       | 2e      | 2e      | %       |
| ------------------- | ------------------- | -------- | -------- | -------- | -------- | ----------- | -------- | -------- | ---------- | -------- | -------- | ------------ | -------- | ------- | ------- | ------- | ------- | ------- | ------- |
| Présidentielle 2017 | Présidentielle 2017 |          | EM       | 24,87    |          | LR          | 24,65    |          | FN         | 21,39    |          | LFI          | 13,10    |         | EM      | 65,05   |         | FN      | 34,95   |
| Présidentielle 2022 | Présidentielle 2022 |          | LREM     | 30,59    |          | RN          | 25,69    |          | LFI        | 14,18    |          | REC          | 9,48     |         | LREM    | 57,20   |         | RN      | 42,80   |
| Législatives 2022   | 4e                  |          | RN       | 26,32    |          | LFI (NUPES) | 20,95    |          | LREM (ENS) | 19,89    |          | LREM (diss.) | 9,05     |         | RN      | 56,71   |         | LFI     | 43,29   |
| Législatives 2024   | 4e                  |          | RN       | 39,90    |          | HOR (ENS)   | 28,77    |          | EELV (NFP) | 23,10    |          | LR           | 6,24     |         | HOR     | 54,51   |         | RN      | 45,49   |

### Intercommunalité
La commune fait partie de la communauté de communes Dombes-Saône Vallée.

## Population et société

### Démographie
L'évolution du nombre d'habitants est connue à travers les recensements de la population effectués dans la commune depuis 1793. Pour les communes de moins de 10 000 habitants, une enquête de recensement portant sur toute la population est réalisée tous les cinq ans, les populations de référence des années intermédiaires étant quant à elles estimées par interpolation ou extrapolation. Pour la commune, le premier recensement exhaustif entrant dans le cadre du nouveau dispositif a été réalisé en 2006.
En 2022, la commune comptait 2 524 habitants, en évolution de +14,57 % par rapport à 2016 (Ain : +5,15 %, France hors Mayotte : +2,11 %).
| 1793  | 1800 | 1806  | 1821  | 1831  | 1836  | 1841  | 1846  | 1851  |
| ----- | ---- | ----- | ----- | ----- | ----- | ----- | ----- | ----- |
| 1 009 | 738  | 1 085 | 1 155 | 1 188 | 1 214 | 1 243 | 1 247 | 1 336 |

| 1856  | 1861  | 1866  | 1872  | 1876  | 1881  | 1886  | 1891  | 1896  |
| ----- | ----- | ----- | ----- | ----- | ----- | ----- | ----- | ----- |
| 1 310 | 1 267 | 1 284 | 1 261 | 1 155 | 1 110 | 1 109 | 1 063 | 1 040 |

| 1901  | 1906  | 1911  | 1921 | 1926 | 1931  | 1936 | 1946  | 1954  |
| ----- | ----- | ----- | ---- | ---- | ----- | ---- | ----- | ----- |
| 1 036 | 1 016 | 1 062 | 948  | 933  | 1 035 | 999  | 1 015 | 1 045 |

| 1962 | 1968 | 1975  | 1982  | 1990  | 1999  | 2006  | 2011  | 2016  |
| ---- | ---- | ----- | ----- | ----- | ----- | ----- | ----- | ----- |
| 922  | 871  | 1 006 | 1 385 | 1 545 | 1 684 | 1 894 | 2 175 | 2 203 |

| 2021  | 2022  | - | - | - | - | - | - | - |
| ----- | ----- | - | - | - | - | - | - | - |
| 2 431 | 2 524 | - | - | - | - | - | - | - |

### Santé
La commune dispose de différents services de santé comme un médecin, un dentiste, un kinésithérapeute et un cabinet infirmier.

## Culture et patrimoine

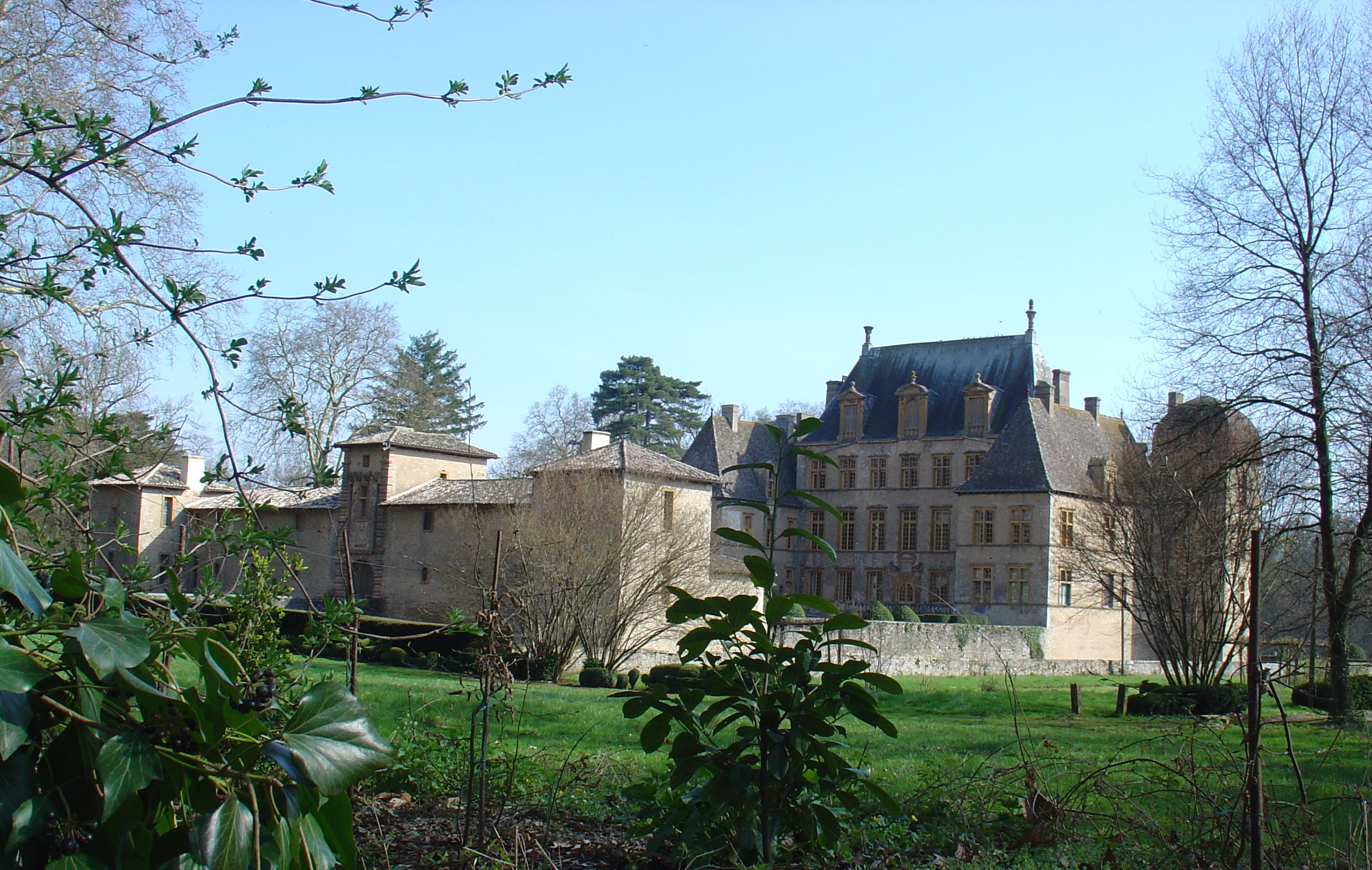
Château de Fléchères.

### Lieux et monuments
- Le château de Fléchères date du XVIIe siècle. Il possède des cheminées de pierres sculptées, des fresques italiennes (1632), des salons à boiseries Louis XV, des cuisines, des jardins à la française et un parc à l'anglaise. Il est classé monument historique depuis 1985[30]. Construit pour défendre le gué de Grelonges, au moins au XIIIe siècle, il s'élève à plus de trente mètres de hauteur.
- Église Notre-Dame-de-l'Assomption du XVIe siècle.
- Le château Bouchet[31] qui appartient depuis 2011 à la commune de Fareins.

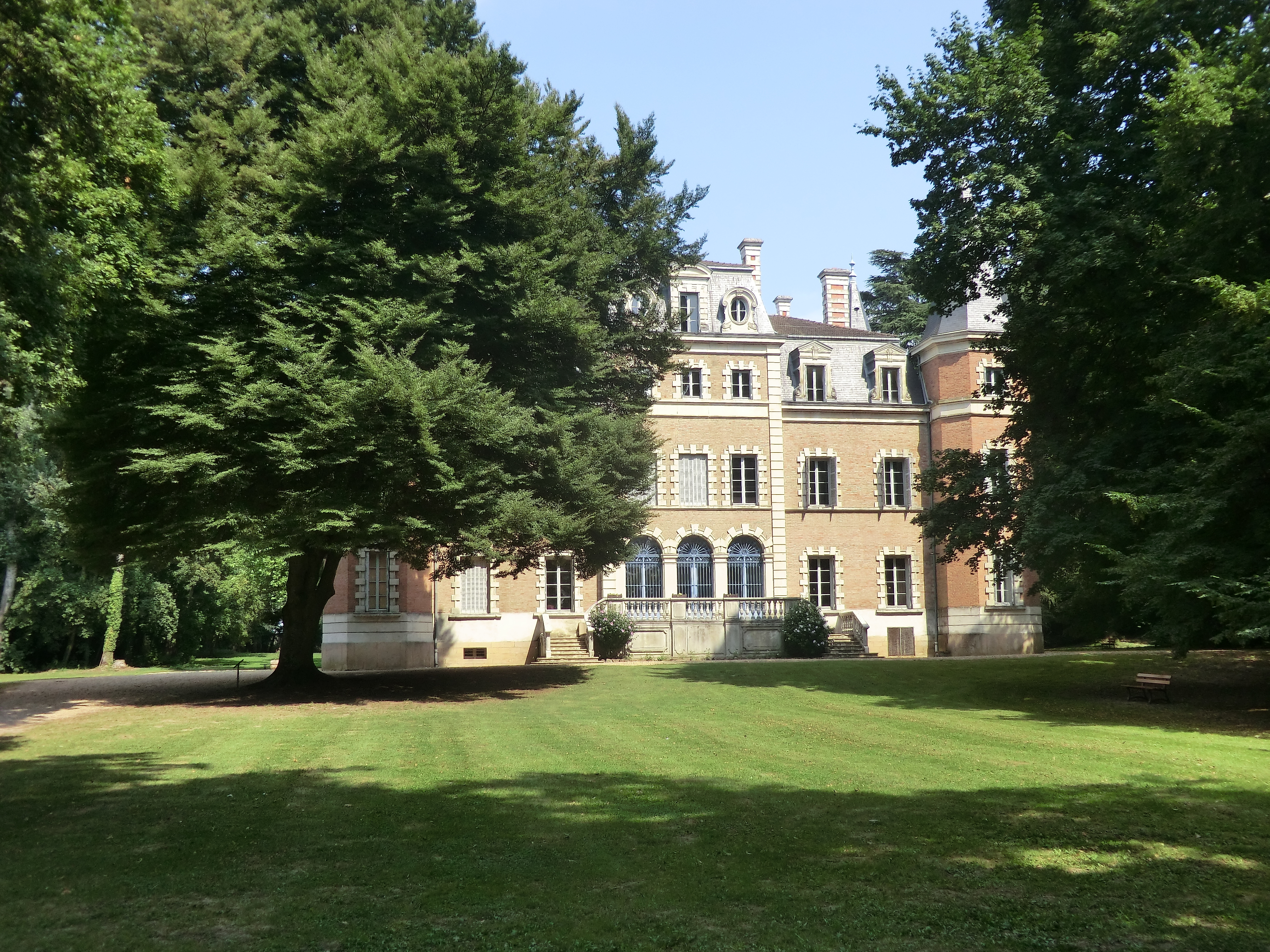
Le château Bouchet.
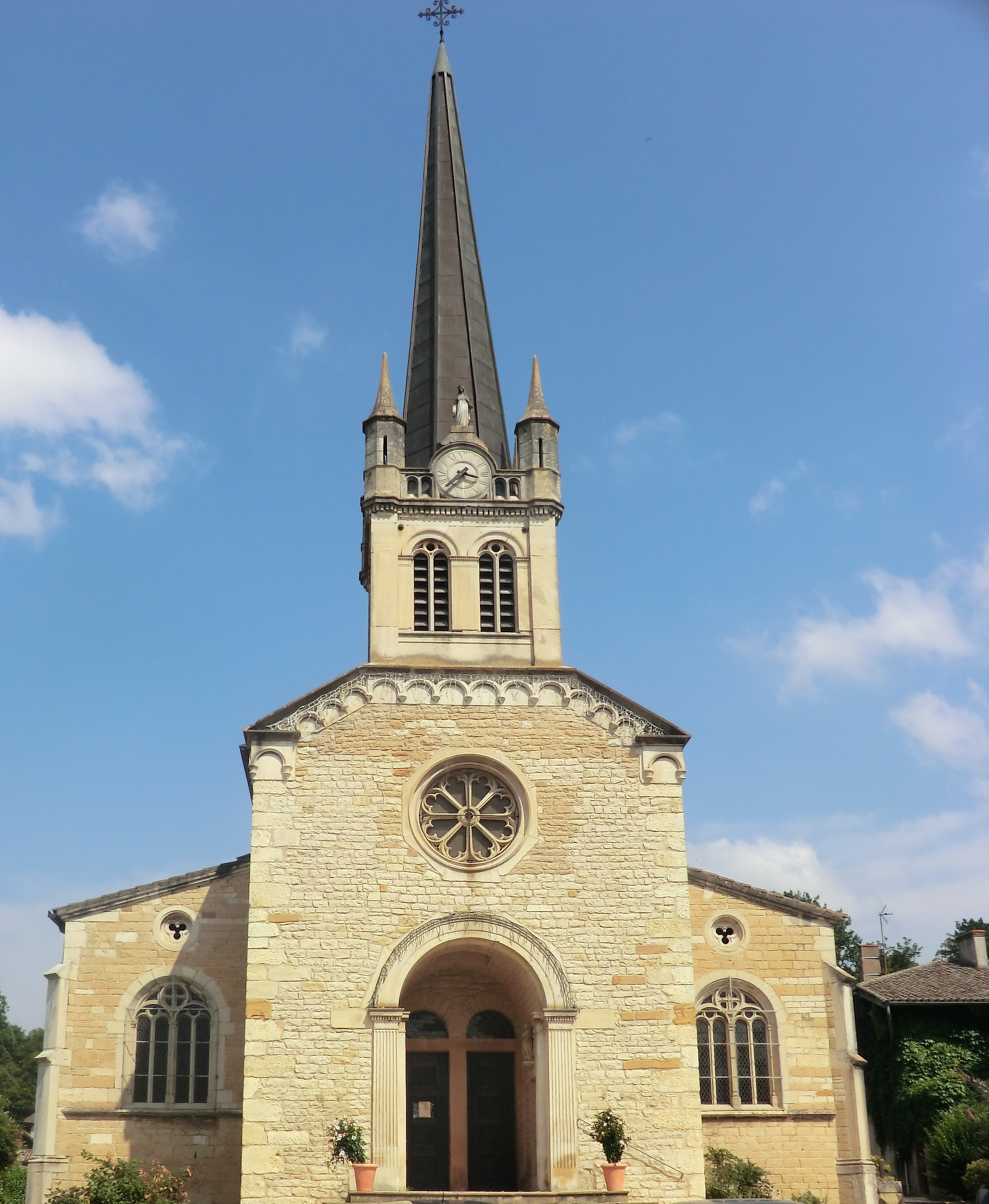
Église Notre-Dame-de-l'Assomption.

### Manifestations culturelles et festivités
Comme de nombreuses communes à proximité de Villefranche-sur-Saône, Fareins organise chaque année sa fête des Conscrits. Celle-ci a lieu le deuxième week-end de février, avec la présence d'une première vogue. Le 21 juin est organisée la fête de la musique. De même, de manière annuelle, le premier week-end du mois d'août, est organisée une seconde vogue.
Depuis 2003, le festival de jazz Jazz à Fareins se déroule le dernier week-end de novembre dans l'espace Carjat, nouveau nom de la salle des fêtes depuis 2017.
Depuis 2011, le festival Des Vertes et des Pas Mûres a lieu dans le parc du château Bouchet, d'abord début juillet, puis mi-septembre depuis 2017. Il se déroule tous les deux ans.
Depuis 2017, un salon de bien-être se déroule mi-octobre dans le château Bouchet.
Depuis 2024, une course colorée est organisée en mai dans le village, pour le moment cela a été fait une fois le 5 mai 2024, mais il est prévu une nouvelle course le 28 septembre 2025.

### Fareins et le cinéma
Plusieurs scènes de films ont été tournées à Fareins :
- en 1968, le château de Fléchères ainsi que son parc et sa grande allée de marronniers et de platanes, ont servi de décors au film Le Diable par la queue de Philippe de Broca ;
- quelques années plus tard, en 1999, le château Bouchet a servi de décor au film Les Enfants du marais de Jean Becker[32] ;
- en juillet 2009, le château de Fléchères a servi de décor au téléfilm La Marquise des ombres d'Édouard Niermans[33] ;
- en septembre 2010, le château de Fléchères a servi de décor, durant une nuit de tournage, au film Les Lyonnais d'Olivier Marchal[34] ;
- Au printemps 2012, des scènes du film La Religieuse réalisé par Guillaume Nicloux ont été tournées au château de Fléchères[35].

### Personnalités liées à la commune
- Jean-Marie François Merlino (1737-1805), homme politique mort à Fareins.
- Étienne Carjat (1828-1906), journaliste, caricaturiste et photographe, est né à Fareins.